# Le Quotidien de l'art
 (septembre 2015).
Le Quotidien de l'art est un quotidien français consacré à l'actualité du monde de l'art et son marché, créé en 2011 par Nicolas Ferrand. Il a été racheté en octobre 2017 par Frédéric Jousset, propriétaire du Groupe Beaux Arts magazine.

## Le journal
Le Quotidien de l'art traite de l'essentiel de l'actualité mise en perspective et analysée par les spécialistes de l'art et de son marché. Premier quotidien de l'art, édité du lundi au vendredi, avec une édition « Spécial Week-end » : l'Hebdo du Quotidien de l'art chaque vendredi.
De nombreux suppléments ou numéros spéciaux sont réalisés chaque année en partenariat ou pour le compte d’institutions. La Foire internationale d'art contemporain, Art Basel, Art Basel Miami, Art Basel Hong Kong, Art Brussels, Salons de printemps à Paris, Paris Photo, etc. Ces numéros sont archivés et mis à la disposition des lecteurs du Quotidien de l’art abonnés.